# T 본 버넷
T 본 버넷(영어: T Bone Burnett, 1948년 1월 14일 ~ )은 미국의 음악 프로듀서이다.
솔로 음악가 활동도 계속하고 있는데, 1972년 본명 'J. 헨리 버넷'으로 발표한 《The B-52 Band & the Fabulous Skylarks》를 시작으로 2008년까지 8장의 정규 음반을 냈다.
1975년부터 밥 딜런의 투어 'Rolling Thunder Revue'에 객원 기타 연주자로 참여했으며, 이 때 참여한 동료 2명과 알파 밴드(The Alpha Band)를 결성해 3년간 활동하기도 했다.

## 주요 프로듀스 작품

### 정규 음반
- 엘비스 코스텔로 - King of America (1986)
- 로이 오비슨 - Mystery Girl (1989)
- 카운팅 크로우즈 - August and Everything After (1993)
- 토니 베넷 & k.d. 랭 - A Wonderful World (2002)
- 커샌드라 윌슨 - Thunderbird (2006)
- 브랜디 칼라일 - The Story (2007)
- 로버트 플랜트 & 앨리슨 크라우스 - Raising Sand (2007)
- B.B. 킹 - One Kind Favor (2008)
- 윌리 넬슨 - Country Music (2010)
- 존 멜런캠프 - No Better Than This (2010)
- 엘튼 존 & 리언 러셀 - The Union (2010)
- 그레그 올먼 - Low Country Blues (2011)
- 다이애나 크롤 - Glad Rag Doll (2012)
- 엘튼 존 - The Diving Board (2013)
- 엘튼 존 - Wonderful Crazy Night (2016)

### 영화 음악
- 오 형제여 어디 있는가 (2000)
- 앙코르 (2005)
- 크레이지 하트 (2009)
- 인사이드 르윈 (2013)

### 텔레비전 드라마 음악
- 내슈빌 (2012 ~ )

## 주요 수상
- 2002년 제44회 그래미상 올해의 음반 등 4관왕[주 1]
- 2003년 제45회 그래미상 전통 팝 보컬 음반상
- 2004년 제57회 영국 아카데미 영화상 음악상
- 2007년 제49회 그래미상 컴필레이션 사운드트랙 음반상
- 2009년 제51회 그래미상 올해의 레코드, 올해의 음반 등 4관왕[주 2]
- 2009년 제14회 새틀라이트상 주제가상
- 2010년 제15회 크리틱스 초이스 영화상 주제가상
- 2010년 제67회 골든 글로브상 주제가상
- 2010년 제25회 인디펜던트 스피릿 어워드[주 3]
- 2010년 제82회 아카데미 주제가상
- 2011년 제53회 그래미상 컴필레이션 사운드트랙 음반상, 주제가상
- 2013년 제55회 그래미상 주제가상

## 주해
1. ↑  Album of the Year, Best Traditional Folk Album, Best Compilation Soundtrack for Visual Media, Producer of the Year; Non-Classical 부문
2. ↑  Record of the Year, Album of the Year, Best Contemporary Folk Album, Best Traditional Blues Album 부문
3. ↑  Best First Feature 부문